# Rotkopf Aviation
Rotkopf Aviation Italia era una compagnia aerea che operava voli a breve e medio raggio nell'area del Mediterraneo.

## Storia
La compagnia fu fondata nel gennaio 2008 da un gruppo di paracadutisti professionisti italiani ed era controllata da Rotkopf Aviation Ltd.
Nel giugno 2011 gli amministratori della società - Viscardo Paganelli e il di lui figlio Riccardo - furono accusati di aver pagato tangenti per esercire il servizio di linea in partenza dall'aeroporto di Marina di Campo, sull'Isola d'Elba, per Firenze e Pisa.
Nell'estate dello stesso anno L'ENAC revocò temporaneamente il Certificato di Operatore Aereo dell'azienda e lo sospese nel mese di dicembre. I due patteggiarono la pena per corruzione e turbativa d'asta. Nell'estate del 2012 la coppia padre-figlio tentò di nuovo la gara d'appalto senza altro risultato che far perdere tempo utile alla ripresa del collegamento aereo.

## Flotta
La flotta della compagnia era costituita da due Cessna 208 Caravan e, a seconda delle esigenze, da aerei noleggiati come il Let L-410 Turbolet, con capacità di carico fino a 19 passeggeri.